# Тайван Таймс
„Тайван Таймс“ (на китайски: 台灣時報; на пинин: Táiwān Shíbào – Тайван Дзибао) е китайски всекидневник.
Вестникът започва да излиза на 25 август 1971 г. Издава се от компанията Taiwan Times Newspaper Corporation в гр. Гаосюн, Република Китай (Тайван).
Сред забележителните му журналисти е Ван Син-Чин (с псевдоним Нанфан Шуо), работил като политически коментатор и културен критик. Понастоящем е главен редактор на списанието The Journalist.